# إنريكي غارسيا أسينسيو
إنريكي غارسيا أسينسيو (بالإسبانية: Enrique García Asensio) هو عازف كمان ‏ وملحن إسباني، ولد في 22 أغسطس 1937 في بلنسية في إسبانيا.

## وصلات خارجية
- إنريكي غارسيا على موقع IMDb (الإنجليزية)
- إنريكي غارسيا على موقع ميوزك برينز (الإنجليزية)
- إنريكي غارسيا على موقع أول ميوزيك (الإنجليزية)
- إنريكي غارسيا على موقع ديسكوغز (الإنجليزية)